# Margyricarpus ameghinoi
Margyricarpus ameghinoi är en rosväxtart som beskrevs av Carlos Luis Spegazzini. Margyricarpus ameghinoi ingår i släktet Margyricarpus och familjen rosväxter. Inga underarter finns listade i Catalogue of Life.